# Горная промышленность Кот-д’Ивуара

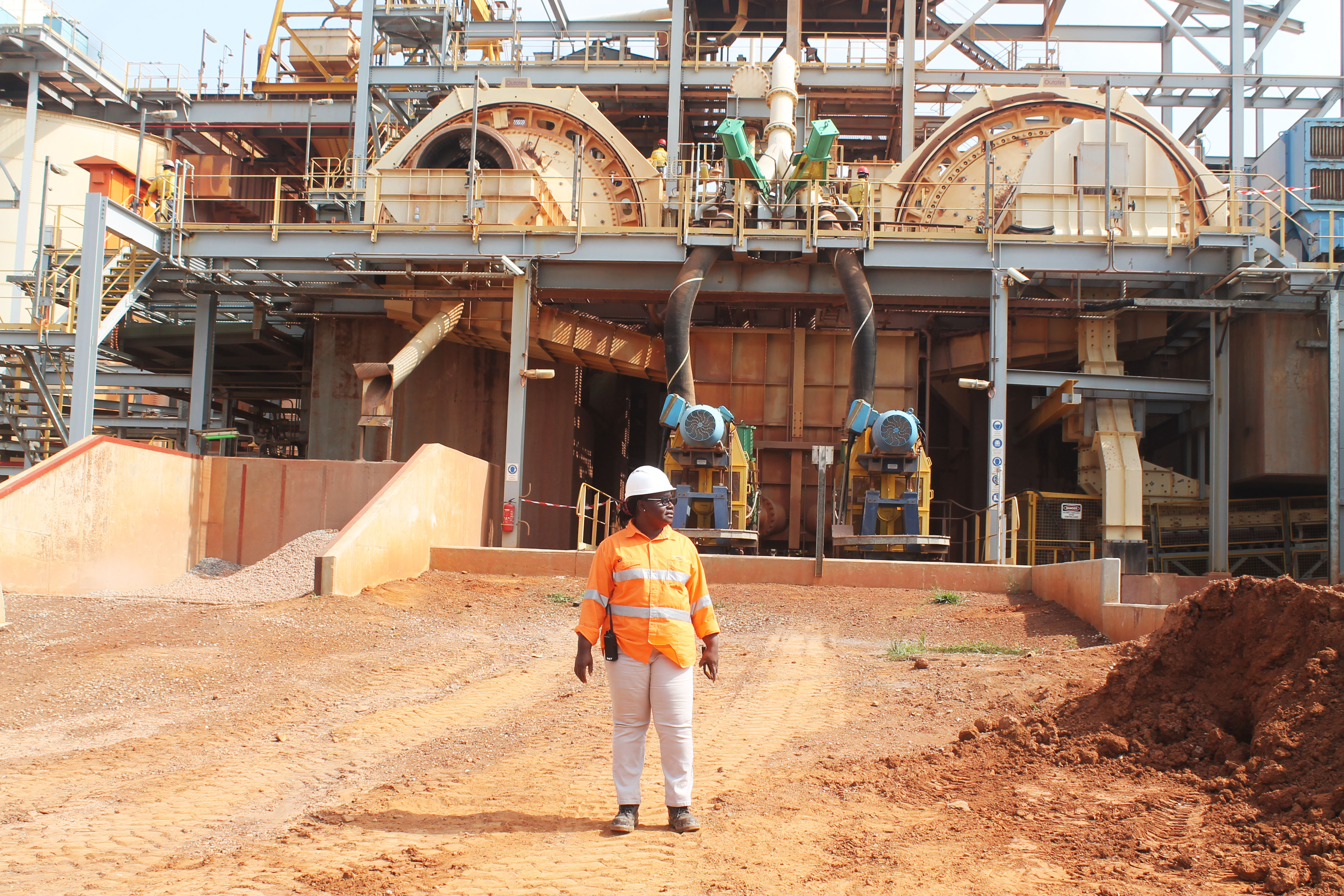

Горнодобывающая промышленность Кот-д’Ивуара — отрасль промышленности Кот-д'Ивуара по разведке и добыче минеральных ресурсов.
Хотя в недрах Кот-д'Ивуара содержится много полезных ископаемых, однако их не существует в коммерчески пригодных для разработки количествах ввиду высокой стоимости добычи. В 1986 году доля горнодобывающей промышленности в ВВП составляла лишь 1%.
Инвестиции колониальной администрации в разработку месторождений золота в Кокумбо и на небольших рудниках на юго-востоке оказались нерентабельными. В 1984 году государственная компания SODEMI и Французская горнодобывающая компания основали Горнодобывающую компанию Ити для разработки месторождения, открытого в Ити. Общий объём инвестиций в этот период оценивался в 1,2 млрд. Качество золотой руды была средним, отношение золота к руде составляло 8,5 грамма на тонну. Добыча должна была начаться в 1987 году, и ожидалось, что в течение первых двух лет эксплуатации будет добыто 700 кг золота. По оценкам Ити, дополнительные инвестиции в размере 2,3 млрд франков КФА позволили бы увеличить выпуск до 700 кг золота в год.
В середине 1970-х годов низкосортные месторождения железной руды (менее 50 процентов), оцениваемые в 585 миллионов тонн, были найдены в Банголо, недалеко от границы с Либерией. Для разработки месторождений был создан консорциум, представляющий интересы японцев, французов, британцев, американцев и голландцев. Однако снижение мировых цен на железную руду вынудило участников отложить проект на неопределённый срок.
Добыча алмазов на Тортийе, начавшаяся в 1948 году, достигла своего пика в 1972 году, когда было добыто 260000 карат алмазов (52 кг), в 1980 году рудник был закрыт. Шахта Боби около Сегелы производила 270000 карат (~54 кг) в год, вплоть до 1979 года. Оставшиеся запасы на острове Тортия оцениваются в 450000 карат (~90 кг), а в шахте Боби — 150000 карат (~30 кг).
В период с 1960 по 1966 год на марганцевых рудниках в районе Гранд-Лау добывали до 180000 тонн руды в год. В 1970 году, после того как цены на руды на мировом рынке упали, а производственные издержки возросли, шахты были закрыты. Также в Кот-д'Ивуаре имеются небольшие залежи колумбит-танталита, ильменита, кобальта, меди, никеля и бокситов.